# Esperanza Gomez
Esperanza Gomez (Belalcázar, 18 mai 1980) est une actrice pornographique et ex-bunny girl colombienne.

## Biographie
Esperanza rêvait depuis l'âge de 7 ans de devenir mannequin.
Elle y parvient et devient reconnue en représentant des marques de sous-vêtements dans des campagnes publicitaires ou encore en étant l'égérie de marques locales.
Elle prend par la suite le statut de playmate et remporte le titre de Miss Playboy TV en 2005.
Rêvant déjà depuis plusieurs années d'intégrer le monde pornographique, la jeune latina crée le buzz en 2009 en annonçant sa venue aux États-Unis.
L'ex-Playboy Bunny fait une entrée remarquée dans le porno en tournant son premier film pour Justin Slayer. La Colombienne trouve rapidement sa place dans l'écurie Naughty America.
La jeune femme s'auto-décrit comme une exhibitionniste n'ayant aucun problème à regarder ou être regardée pendant l'acte sexuel.
Elle tourne en 2009 une dizaine de scènes avec des acteurs de renom comme Mick Blue et se classe comme une des cinq actrices pornos favorites du célèbre site Bang Bros.
En 2022 elle saisit la Cour constitutionnelle de Colombie parce que son compte Instagram qui comptait 5,7 millions de followers a été supprimé. Elle avance ne pas enfreindre les règles d'utilisation en publiant du contenu non pornographique et considère être confrontée à de la discrimination par rapport à d'autres personnes qui publient du contenu similaire.

## Filmographie sélective
- Love Kara Tai 2 (2010)
- Josh Stone's - South Beach Cruisin 3
- BangBros - Ass Parade - Spanish Diosa
- BangBros - Ass Parade - Esperanza Gomez's Back
- BangBros - Facial Fest - Viva Colombia
- BangBros - Backroom Milf - Colombian Goddess
- Cuban Kings - El Bombon de Colombia
- Naughty America - Latin Adultery - Married Woman
- Brazzers - Big Tits in Sports - Tackle Titball
- Naughty America - My Wifes Hot Friend - Esperanza Gomez e Alec Knight
- Josh Stone's - Confessions Over Cocktales 2
- Brazzers - Real Wife Stories - Bellezas Salvajes
- Brazzers - Bizjak Riders - Fabjizz Salsa